# Abbey Road (musikalbum)
Abbey Road är ett musikalbum av The Beatles, utgivet den 26 september 1969 på skivbolaget EMI/Apple Records.

## Historik
Inspelningarna ägde rum mellan april och augusti 1969. "I Want You (She's So Heavy)" påbörjades dock redan i februari samma år. Även om Let it Be var det sista albumet som gruppen gav ut, var detta till största delen redan inspelat när Abbey Road började spelas in. Redan innan Abbey Road kommit på tal ville de flesta medlemmar i gruppen satsa på sina egna solokarriärer, men man kom ändå överens om att spela in ytterligare ett album.
Abbey Road är uppkallad efter studion där The Beatles spelade in sina skivor, Abbey Road Studios, belägen i London vid gatan med samma namn. Ett arbetsnamn på albumet var Everest, efter de cigaretter som ljudteknikern Geoff Emerick rökte. Ett ofta publicerat påstående är att detta namn valdes bort på grund av att gruppen inte hade lust att åka till Mount Everest för att fotografera en bild till omslaget och att man därför skulle ha gjort det lättaste tänkbara och gått ut på gatan utanför studion och fotograferat. Skivomslaget, som föreställer gruppens medlemmar gående över ett övergångsställe, sägs ge flera uppslag till Paul is dead-myten.

## Innehåll
"Come Together" och "Something" släpptes som enda singel från skivan. "Something" var den enda Beatles-singeln som skrevs av George Harrison. Harrison skrev även en annan av albumets låtar, "Here Comes the Sun". Även Ringo Starr har med en egen låt, "Octopus's Garden". En instrumental nymodighet 1969 var moogen, som hörs på flera spår, till exempel "Maxwell's Silver Hammer" och "Because".

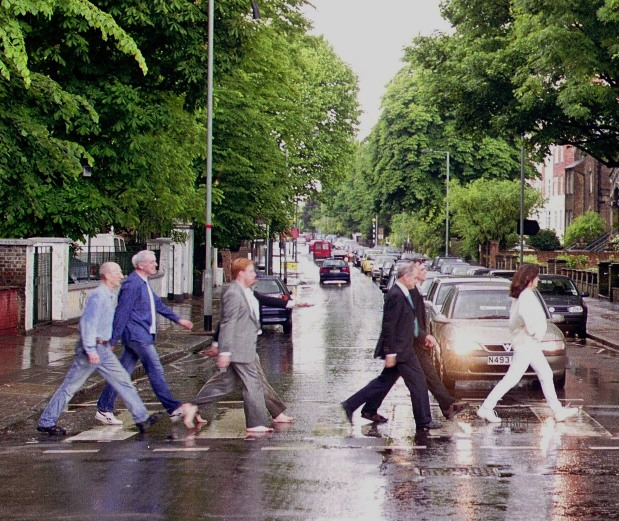
En av många (denna från 2001) efterapningar av scenen från skivomslaget.

En stor del av skivans b-sida utgörs av ett medley som börjar med "You Never Give Me Your Money" och slutar med "The End". Efter medleyt finns en gömd låt, den 23 sekunder långa "Her Majesty", som kommer efter 20 sekunders tystnad. Denna korta visa var ursprungligen tänkt att vara en del av medleyt och var placerad mellan "Mean Mr. Mustard" och "Polythene Pam". Det är därför den börjar med ett kraftigt ackord som inte tycks höra hemma i låten. Paul McCartney tyckte dock inte att den passade in i medleyt och sade åt andre ljudteknikern John Kurlander att kasta bort den. Kurlander hade dock instruerats att aldrig kasta något som The Beatles skapat och han lade därför till låten efter den planerade sista låten, "The End". Gruppen gillade resultatet och lät därför "Her Majesty" vara kvar på albumet. Låten var på de allra första pressningarna av albumet ett gömt spår och stod inte med på albumomslagens låtlista.
Under Abbey Roads inspelningssessioner spelades även singeln "The Ballad of John and Yoko"/"Old Brown Shoe" in. Denna singel lanserades dock några månader innan albumet utgavs.
Den amerikanska soulgruppen Booker T. & the M.G.'s spelade in en helt egen version av Abbey Road som släpptes 1970, McLemore Avenue. Man använde även samma tema på skivans omslagsfotografi.

## Låtlista
Alla låtar är skrivna och komponerade av Lennon/McCartney om inget annat anges. 
| 1. | Come Together               |                 | 4:20 |
| 2. | Something                   | George Harrison | 3:03 |
| 3. | Maxwell's Silver Hammer     |                 | 3:27 |
| 4. | Oh! Darling                 |                 | 3:26 |
| 5. | Octopus's Garden            | Richard Starkey | 2:51 |
| 6. | I Want You (She's So Heavy) |                 | 7:47 |

| 1.           | Here Comes the Sun                      | George Harrison | 3:05  |
| 2.           | Because                                 |                 | 2:45  |
| 3.           | You Never Give Me Your Money            |                 | 4:02  |
| 4.           | Sun King                                |                 | 2:26  |
| 5.           | Mean Mr. Mustard                        |                 | 1:06  |
| 6.           | Polythene Pam                           |                 | 1:12  |
| 7.           | She Came in Through the Bathroom Window |                 | 1:57  |
| 8.           | Golden Slumbers                         |                 | 1:31  |
| 9.           | Carry That Weight                       |                 | 1:36  |
| 10.          | The End                                 |                 | 2:19  |
| 11.          | Her Majesty                             |                 | 0:23  |
| Total längd: | Total längd:                            | Total längd:    | 47:16 |

## Listplaceringar 1969
| Lista (1969)   | Position            |
| -------------- | ------------------- |
| Danmark        | 1                   |
| Finland        | 1                   |
| Frankrike      | 1                   |
| Kanada         | 1 (RPM)             |
| Nederländerna  | 1                   |
| Norge          | 1 (VG-lista)        |
| Storbritannien | 1 (UK Albums Chart) |
| Sverige        | 1 (Kvällstoppen)    |
| USA            | 1 (Billboard 200)   |
| Västtyskland   | 1                   |

De första två månaderna sålde Abbey Road i fyra miljoner exemplar och 2011 hade albumet sålt i totalt mer än 31 miljoner exemplar.